# Arubolana imula
Arubolana imula је животињска врста класе Crustacea која припада реду Isopoda. 

## Угроженост
Ова врста се сматра рањивом у погледу угрожености врсте од изумирања.

## Распрострањење
Ареал врсте је ограничен на једну државу. 
Аруба је једино познато природно станиште врсте.

## Станиште
Станиште врсте су слатководна подручја. 